# 日の出 (宇都宮市)
日の出（ひので）は栃木県宇都宮市の地名。現行行政町名では日の出一丁目・日の出二丁目が設定されている。東武宇都宮線南宇都宮駅南側の住宅街である。郵便番号は320-0832（宇都宮中央郵便局管区）。

## 概要
宇都宮市南部の一区域。宇都宮市街地の南西に位置しており、東から一丁目、二丁目。北は吉野一丁目・吉野二丁目・新町二丁目、東は不動前一丁目、南は不動前三丁目・宮原一丁目・宮原四丁目、西は宮原五丁目と接する。北には東武宇都宮線が通過しており、南宇都宮駅がある。南宇都宮駅の駅舎は北の吉野二丁目側にのみ設置されており南の日の出側は裏口のような位置付けになっていることもあり、商店街は成立しておらず駅南側の周辺はおおむね住宅のみが広がる地域となっている。

## 歴史
旧町名においては西原町の一部である。

### 沿革
- 1886年（明治19年） - 河内郡西原村が西原町に改称。
- 1889年（明治22年）4月1日 - 町村制施行。河内郡西原町は宇都宮町の一部となり、河内郡宇都宮町西原町となる。
- 1896年（明治29年）4月1日 - 宇都宮町が市制施行。宇都宮市西原町となる。
- 1937年（昭和12年） - 西原町の一部区域が日出町1・2丁目として分立。
- 1967年（昭和42年）9月30日 - 住居表示実施により宇都宮市日出町1丁目・日出町2丁目・西原町・宮原町1丁目・弥生町2丁目・陽南通2丁目のそれぞれ一部をもって日の出1・2丁目が成立。同日日出町は廃止。[2]。

### 町名の変遷
| 実施後       | 実施年月日                | 実施前（各町ともその一部）                                                   |
| ------------ | ------------------------- | ---------------------------------------------------------------------------- |
| 日の出一丁目 | 1967年（昭和42年）9月30日 | 日出町一丁目、日出町二丁目、西原町                                           |
| 日の出二丁目 | 1967年（昭和42年）9月30日 | 日出町一丁目、日出町二丁目、西原町、宮原町一丁目、弥生町二丁目、陽南通二丁目 |

## 世帯数と人口
2017年（平成29年）7月31日現在の世帯数と人口は以下の通りである。
| 丁目         | 世帯数  | 人口  |
| ------------ | ------- | ----- |
| 日の出一丁目 | 125世帯 | 280人 |
| 日の出二丁目 | 257世帯 | 547人 |
| 計           | 382世帯 | 827人 |

## 小・中学校の学区
市立小・中学校に通う場合の学区は以下の通りとなる。
| 町丁         | 小学校                 | 中学校                 |
| ------------ | ---------------------- | ---------------------- |
| 日の出一丁目 | 宇都宮市立宮の原小学校 | 宇都宮市立一条中学校   |
| 日の出二丁目 | 宇都宮市立宮の原小学校 | 宇都宮市立宮の原中学校 |

## 交通

### 鉄道
日の出一・二丁目の北側を東武宇都宮線が通過している。南宇都宮駅が利用できる。

### 道路
- 宮の原通り：日の出一丁目と二丁目の間を南北に通過する。
- 不動前通り：日の出一丁目の東を通過。

### 路線バス
- 関東バス
  - JR宇都宮駅 - 東武駅前 - 陽西通り - 文化会館前 - 南宇都宮 - 鶴田駅
    - 南宇都宮駅北の交差点にある「南宇都宮」バス停を経由する上記系統が利用できる。

  - 西原車庫 - 宇都宮東武 - JR宇都宮駅 - 宇大前 - ベルモール - 鐺山 - 石法寺 - 台町 - 真岡営業所
    - 「西原車庫」バス停が日の出1丁目東側の不動前通り沿いにあり、利用が可能。

## 主な施設
- 東武宇都宮線南宇都宮駅（駅所在地は吉野二丁目）
- オリーブ保育園（日の出二丁目）
- 県営西原住宅（日の出二丁目）
- 市営日の出住宅（日の出二丁目）